# Communauté de communes du Jarnisy
La communauté de communes du Jarnisy (CCJ) est une ancienne communauté de communes française située dans le département de Meurthe-et-Moselle dans la région Grand Est.

## Histoire
Elle fusionne avec la communauté de communes du Pays de l'Orne et la communauté de communes du Pays de Briey pour former au 1er janvier 2017 la communauté de communes des Pays de Briey, du Jarnisy et de l'Orne.

## Composition
Cette communauté de communes est composée des 24 communes suivantes :
| Nom                    | Code Insee | Gentilé           | Superficie (km2) | Population (dernière pop. légale) | Densité (hab./km2) |
| ---------------------- | ---------- | ----------------- | ---------------- | --------------------------------- | ------------------ |
| Jarny (siège)          | 54273      | Jarnysiens        | 15,60            | 8 358 (2014)                      | 536                |
| Abbéville-lès-Conflans | 54002      | Abbévillois       | 7,73             | 222 (2014)                        | 29                 |
| Affléville             | 54004      | Afflévillois      | 9,42             | 181 (2014)                        | 19                 |
| Allamont               | 54009      | Allamontois       | 9,06             | 159 (2014)                        | 18                 |
| Béchamps               | 54058      |                   | 9,28             | 89 (2014)                         | 9,6                |
| Boncourt               | 54082      | Boncourtois       | 6,73             | 199 (2014)                        | 30                 |
| Brainville             | 54093      |                   | 9,92             | 156 (2014)                        | 16                 |
| Bruville               | 54103      | Bruvillois        | 10,81            | 233 (2014)                        | 22                 |
| Conflans-en-Jarnisy    | 54136      | Conflanais        | 8,71             | 2 358 (2014)                      | 271                |
| Doncourt-lès-Conflans  | 54171      | Doncourtois       | 7,34             | 1 211 (2014)                      | 165                |
| Fléville-Lixières      | 54198      | Flevillois        | 14,38            | 301 (2014)                        | 21                 |
| Friauville             | 54213      | Friauvillois      | 6,34             | 368 (2014)                        | 58                 |
| Giraumont              | 54227      | Giraumontois      | 7,63             | 1 397 (2014)                      | 183                |
| Gondrecourt-Aix        | 54231      |                   | 12,28            | 183 (2014)                        | 15                 |
| Jeandelize             | 54277      |                   | 6,75             | 380 (2014)                        | 56                 |
| Labry                  | 54286      | Labrysiens        | 5,95             | 1 545 (2014)                      | 260                |
| Mouaville              | 54389      | Mouavillois       | 8,44             | 101 (2014)                        | 12                 |
| Norroy-le-Sec          | 54402      |                   | 13,77            | 410 (2014)                        | 30                 |
| Olley                  | 54408      |                   | 9,48             | 264 (2014)                        | 28                 |
| Ozerailles             | 54413      |                   | 6,32             | 143 (2014)                        | 23                 |
| Puxe                   | 54440      |                   | 5,89             | 101 (2014)                        | 17                 |
| Saint-Marcel           | 54478      |                   | 11,35            | 148 (2014)                        | 13                 |
| Thumeréville           | 54524      | Thumerévillois    | 7,89             | 85 (2014)                         | 11                 |
| Ville-sur-Yron         | 54581      | Ville-sur-Yronais | 11,30            | 300 (2014)                        | 27                 |

## Administration
Le conseil communautaire est composé de 60 délégués.
| Période                                  | Période | Identité      | Étiquette | Qualité                      |
| ---------------------------------------- | ------- | ------------- | --------- | ---------------------------- |
| Les données manquantes sont à compléter. |         |               |           |                              |
| 2002                                     | 2017    | Jacky Zanardo | PCF       | Maire de Jarny (depuis 2001) |